# 가나가와 필하모니 관현악단

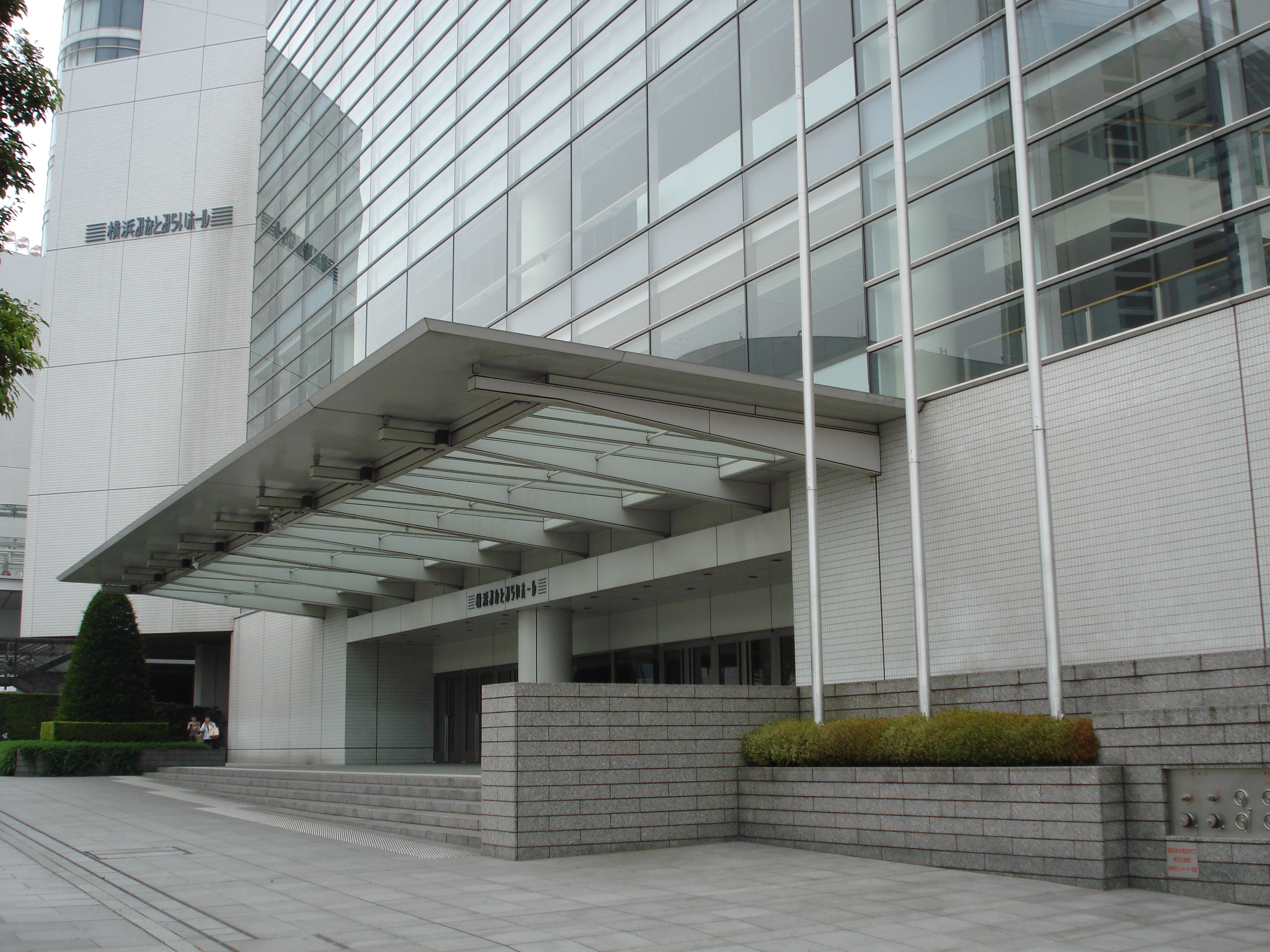

가나가와 필하모니 관현악단(일본어: 神奈川フィルハーモニー管弦楽団, Kanagawa Philharmonic Orchestra)은 가나가와현의 요코하마시를 거점으로 활동하고 있는 일본의 관현악단이다. 1970년 3월에 가나가와 현 최초의 프로 관현악단으로 창단되었으며, 1978년에 재단 법인체로 인가받았다. 창단 후 약 15년 동안 객원 지휘 체제로 운영되었으나, 1985년에 구로이와 히데오미를 초대 상임 지휘자로 영입했다.
같은 해 특정 공익 법인 인가를 추가로 받았고, 가나가와 현과 요코하마 시, 가와사키시, 일본 문화청 네 개 기관이 공동으로 운영 자금을 지원하기 시작했다. 구로이와 사임 후에는 사토 고타로가 수석 지휘자 직책으로 인계받았고, 노장 지휘자인 야마다 가즈오가 1991년에 초대 음악 감독으로 취임했다. 그러나 야마다는 그 해 건강 악화로 별세했고, 악단에서는 계관 지휘자 칭호를 수여했다.
1992년 도야마 유조가 제2대 음악 감독으로 부임했으며, 이어 데즈카 유키노리와 겐다 시게오가 상임 지휘자 직책으로 부임해 악단을 이끌었다. 2007년에는 창단 후 최초로 독일 출신의 지휘자인 한스-마르틴 슈나이트를 음악 감독으로 영입했고, 슈나이트는 건강 문제로 2009년 3월 사임할 때까지 직책을 유지했다. 슈나이트의 후임으로는 재일 한국인 김성향이 상임 지휘자 직책으로 악단을 이끌고 있다. 2002년부터는 '가나가와 필하모닉 팝스 오케스트라'라는 명칭으로 팝스 콘서트에도 출연하기 시작했으며, 팝스 음악 감독으로는 후지노 고이치가 활동하고 있다.
창단 후 가나가와 현립 음악당을 주요 공연장으로 사용하고 있었으나, 이후 가나가와 현민홀과 요코하마 미나토 미라이홀이 차례로 개관하면서 옮겨갔다. 기존에 사용하던 현립 음악당에서도 슈나이트의 이름을 내건 특별 음악회인 '슈나이트 음악당 시리즈'를 개최하고 있다. 이외에도 팝스 오케스트라 자격으로 테레비 아사히의 프로그램인 '제목없는 음악회 21'에 고정 출연하고 있으며, 오페라도 요코하마 시티 오페라 등의 오페라단과 공동으로 상연하거나 악단 자체 기획으로 연주회 형식으로 공연하고 있다.
일본 문화청의 지원 프로그램인 '무대예술 체험사업' 의 일환으로 가나가와 현과 시즈오카현, 아이치현 등의 소학교를 돌며 어린이 음악회도 개최하고 있으며, 재정 지원을 하고 있는 가와사키나 기타 가나가와 현의 도시들에서도 공연하고 있다. 부속 단체로는 2000년에 창단 30주년 기념으로 병설된 가나가와 필하모닉 합창단이 활동하고 있다.
1996년부터 2001년에 타계할 때까지 예술 고문을 맡았던 작곡가 단 이쿠마의 영향으로 그의 오페라나 관현악 작품을 정기적으로 공연하고 있으며, 음반도 출반되어 있다. 최근에는 홍콩에 본거지를 둔 다국적 음반사인 낙소스에서 진행하고 있는 '일본 작곡가 선집' 시리즈에도 참가해 스가타 이소타로의 관현악 작품들을 담은 CD를 발매했다.

## 역대 지휘자 목록
- 구로이와 히데오미 (1985-1990 상임 지휘자)
- 야마다 가즈오 (1991 음악 감독, 타계 후 계관 지휘자)
- 사토 고타로 (1990-1994 수석 지휘자)
- 도야마 유조 (1992-1996 음악 감독)
- 데즈카 유키노리 (1996-2000 상임 지휘자)
- 겐다 시게오 (1996-2000 지휘자, 2000-2009 상임 지휘자, 2009- 명예 지휘자)
- 한스-마르틴 슈나이트 (2002-2007 수석 객원 지휘자, 2007-2009 음악 감독)
- 김성향 (2009- 상임 지휘자)